# Föhn

Ein Gebirgsaufwind (links) führt auf der Leeseite (rechts) zur Erwärmung der absinkenden Luftmassen (Föhn).

Der Föhn oder Föhnwind ist ein warmer trockener Fallwind, der häufig auf der der Windrichtung abgewandten Seite – der Leeseite – von größeren Gebirgen auftritt. Er entsteht meist großräumig bei Wetterlagen mit Druckgradienten quer zum Gebirge. Er kann stetig wehen, aber auch böig sein.
Die Bezeichnung Föhn stammt aus dem deutschsprachigen Alpenraum und hat sich als meteorologischer Begriff für entsprechende Windereignisse durchgesetzt. Sowohl für den Alpenföhn als auch entsprechende Wetterphänomene an anderen Orten der Welt gibt es zahlreiche regional unterschiedliche Namen.
Zu unterscheiden ist der echte Föhn von der ähnlich warm-trockenen „föhnigen“ Höhenströmung und anderen, etwa durch Druckgradienten bei Sturmtiefs induzierten föhnähnlichen Fallwinden.

## Einführung

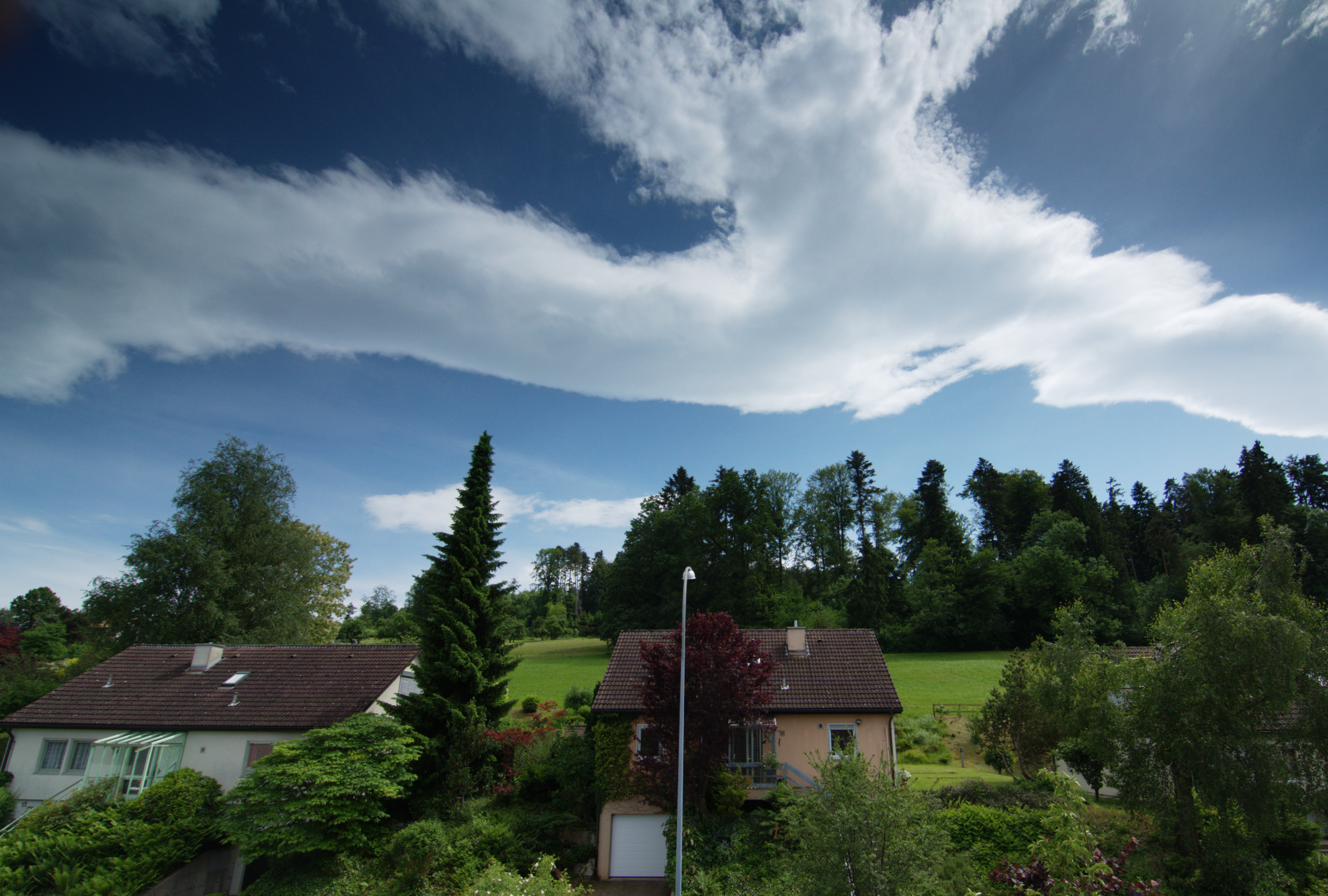
Föhnwolken bei Wil bei starkem Föhnwind

Der Föhn entsteht aus einer Windströmung (oder einem horizontalen Druckgradienten) über dem Gebirge, die zu relativ warmer Höhenluft führt. Sie ist auf der dem Wind zugewandten Luvseite des Gebirges mit Steigungsregen verbunden. Charakteristisch ist die deutliche Erwärmung und Trocknung der herabströmenden Luft, die zu gesundheitlichen Beschwerden (Föhnkrankheit) führen kann, sowie die ausgeprägte Fernsicht aufgrund der aerosolarmen Luftmassen.
Neben diesem warmen Föhn durch feuchtadiabatisch aufsteigende Luft vor dem Gebirge und trockenadiabatisch absteigende Luft nach dem Gebirge gibt es aber noch andere Ursachen. Weniger warme Föhnwinde treten als physikalisches Wetterphänomen zumeist in den Ostalpen auf. Je nach Schichtung der Luftmassen entstehen sie auch ohne Ausregnen der Luftfeuchtigkeit, weshalb entsprechend weniger Wärme generiert wird.

### Definitionen
Föhn und Bora sind die typbestimmenden warmen bzw. kalten Fallwinde, die so oder ähnlich auch weltweit beobachtet werden können. Durch divergente bioklimatische Wirkung und gegensätzliche landschaftsprägende Folgen ist eine Separierung von föhn- und boragenen Typen sinnvoll. Phänomenologisch lassen sie sich einfach unterscheiden:

„Der Föhn ist ein warmer Fallwind auf der Lee-Seite eines Gebirgszuges. Wenn er weht, steigt die Temperatur am leeseitigen Berghang an. Demgegenüber ist die Bora zwar ebenfalls ein Fallwind im Gebirgslee, jedoch sinkt die Temperatur am Leehang nach ihrem Einsetzen.“

Die Definition der Weltorganisation für Meteorologie (WMO) lautet:

„Ein Föhn ist in der Regel ein Wind auf der Leeseite eines Gebirges, der beim Abstieg eine Erwärmung und Trocknung erfährt. Die treibende Kraft sind entweder synoptische Strömungen oder ein Druckgradient über dem Gebirge, aber keine katabatischen Effekte.“

### Etymologie und Regionalnamen

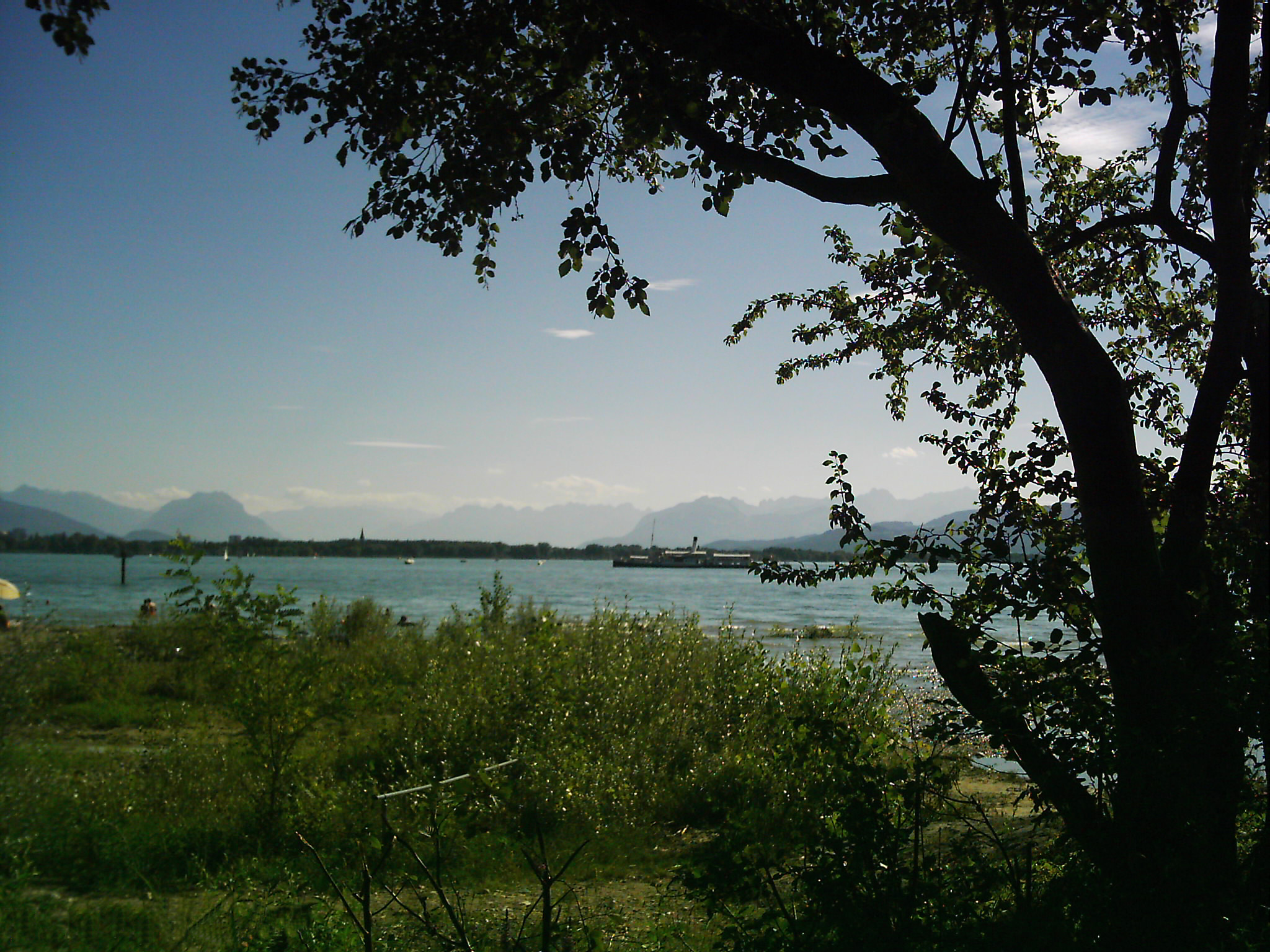
Föhn am Bodensee: 16:23 Uhr MEZ
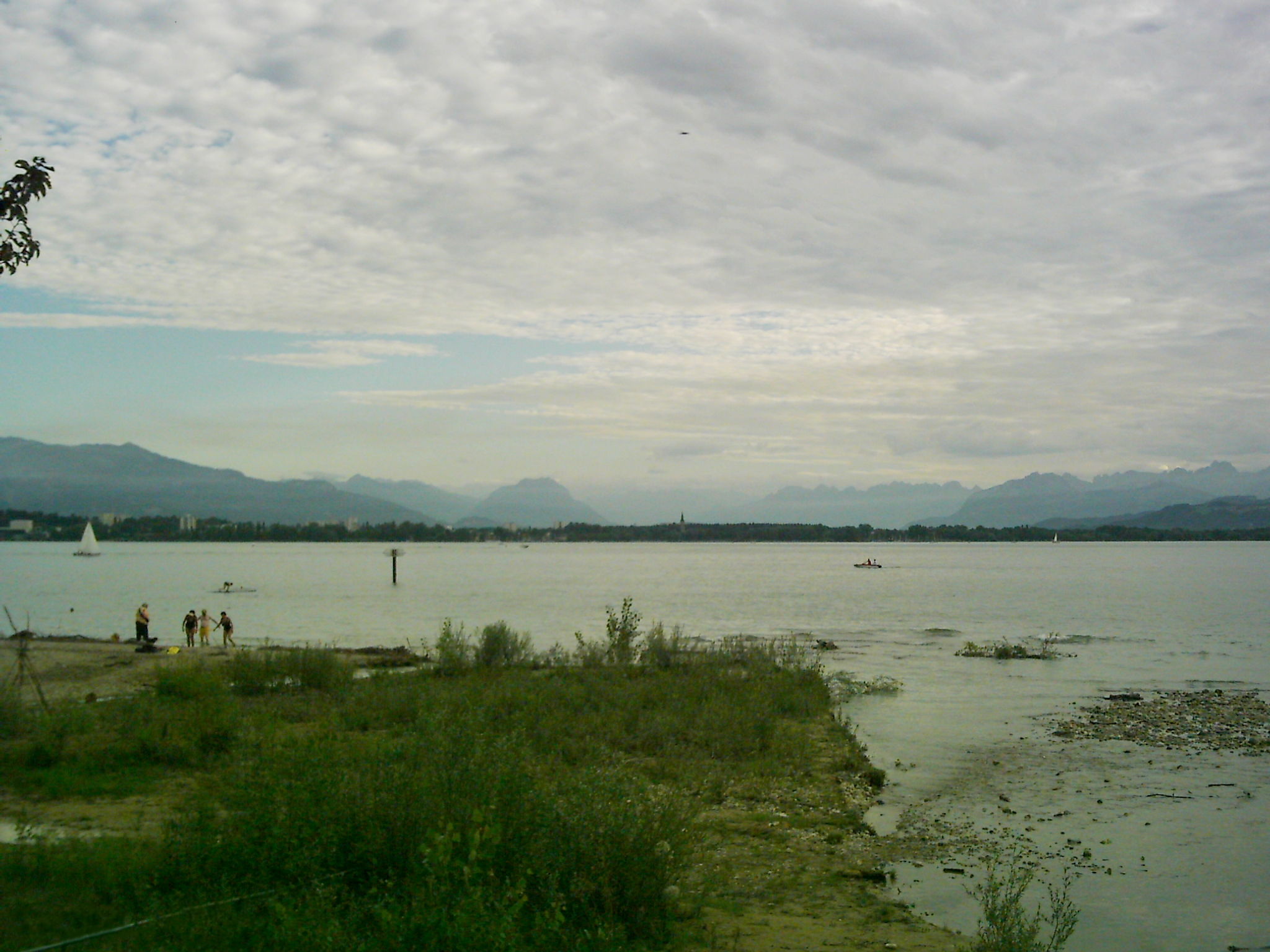
Föhnende: gleiche Einstellung 18:13 Uhr MEZ

Die Bezeichnung Föhn ging vom lateinischen favonius „lauer Westwind“ wohl über das Rätoromanische (favuogn, dialektal auch fuogn) in das Althochdeutsche (phōnno) ein. Die Wurzel ist verwandt mit dem lateinischen Verb fovere, wärmen.
Daneben sind Bezeichnungen für regionale Föhnlagen entstanden:
- Der bekanntere Föhnwind der Alpen ist der Südföhn, der hauptsächlich nördlich des Alpenhauptkamms vorkommt. In Kärnten wird der Südföhn über die Karawanken als Jauk bezeichnet, abgeleitet von slowenisch jug ‚Süden‘. In der Steiermark ist der Jauk ein Föhnwind aus Südwest bis West über die Koralpe Richtung Deutschlandsberg und Graz.
- Das Gegenstück an der Alpensüdseite ist der Nordföhn, z. B. im Tessin, im Trentino, in Südtirol, Osttirol und Kärnten. Im Italienischen Sprachraum wird dafür meist das deutsche Fremdwort föhn oder favonio benutzt, die Bezeichnung Tedesco (‚der Deutsche‘)[1] sowie allgemein vento di caduta (‚Fallwind‘) oder Tramontana, in Slowenien fen.[2] Nordföhn tritt weniger häufig, aber doch gelegentlich auch an der Alpennordseite auf, so z. B. in Innsbruck.
- Manche West-Ost ausgerichtete Täler in den Alpen kennen neben dem Südföhn und Nordföhn auch noch den Westföhn, so z. B. der Vinschgau. Nicht ohne Grund handelt es sich um das trockenste Tal der Alpen.
Siehe auch: Föhntal – zur Verbreitung des Alpenföhns

Weitere Beispiele sind:
- der Halny wiatr in Polen
- der Aspr im französischen Zentralmassiv
- der „Norwegen-Föhn“ (fønvind), ein Nordwind, der sich am norwegischen Gebirgsmassiv abregnet und, soweit er über Land (und nicht über die Ostsee oder Nordsee) zieht, zu wolkenarmem Wetter in Schleswig-Holstein und Hamburg führt[3]
- der Chanduy in Ecuador
- der Chinook an der Ostseite der Rocky-Mountains
- der Santa-Ana-Wind in Südkalifornien
- der Puelche im Süden Chiles (Wind aus Osten) bzw. Zonda in Argentinien (Wind aus Westen)
- der Canterbury Northwester in den neuseeländischen Alpen

Dagegen keine warmen Föhnwinde, sondern katabatische Fallwinde sind z. B.
- die Bora an der kroatischen und montenegrinischen Adriaküste an der Südwestseite des Dinarischen Gebirges
- der Mistral  im unteren Rhonetal

## Geschichte der Föhntheorie
Die in Lehrbüchern – auch heute noch – am weitesten verbreitete Erklärung des Föhns ist mit der Darstellung von Ficker & De Rudder aus dem Jahr 1943 verbunden, wird gern thermodynamisch genannt und irrtümlich Julius Hann zugeschrieben. Diese Theorie ist nach heutigem Verständnis nur noch von historischer Bedeutung, obwohl sie wichtige Erscheinungen richtig erklärt. Ihre Charakteristika sind ein Niederschlag im Luv, der als alleinige Erklärung der relativ hohen Temperaturen auf der Lee- im Vergleich zur Luvseite herangezogen wird, sowie eine dem Hangprofil folgende Störung auf beiden Seiten. Dies trifft jedoch in vielen Fällen nicht zu.

### Thermodynamische Föhntheorie

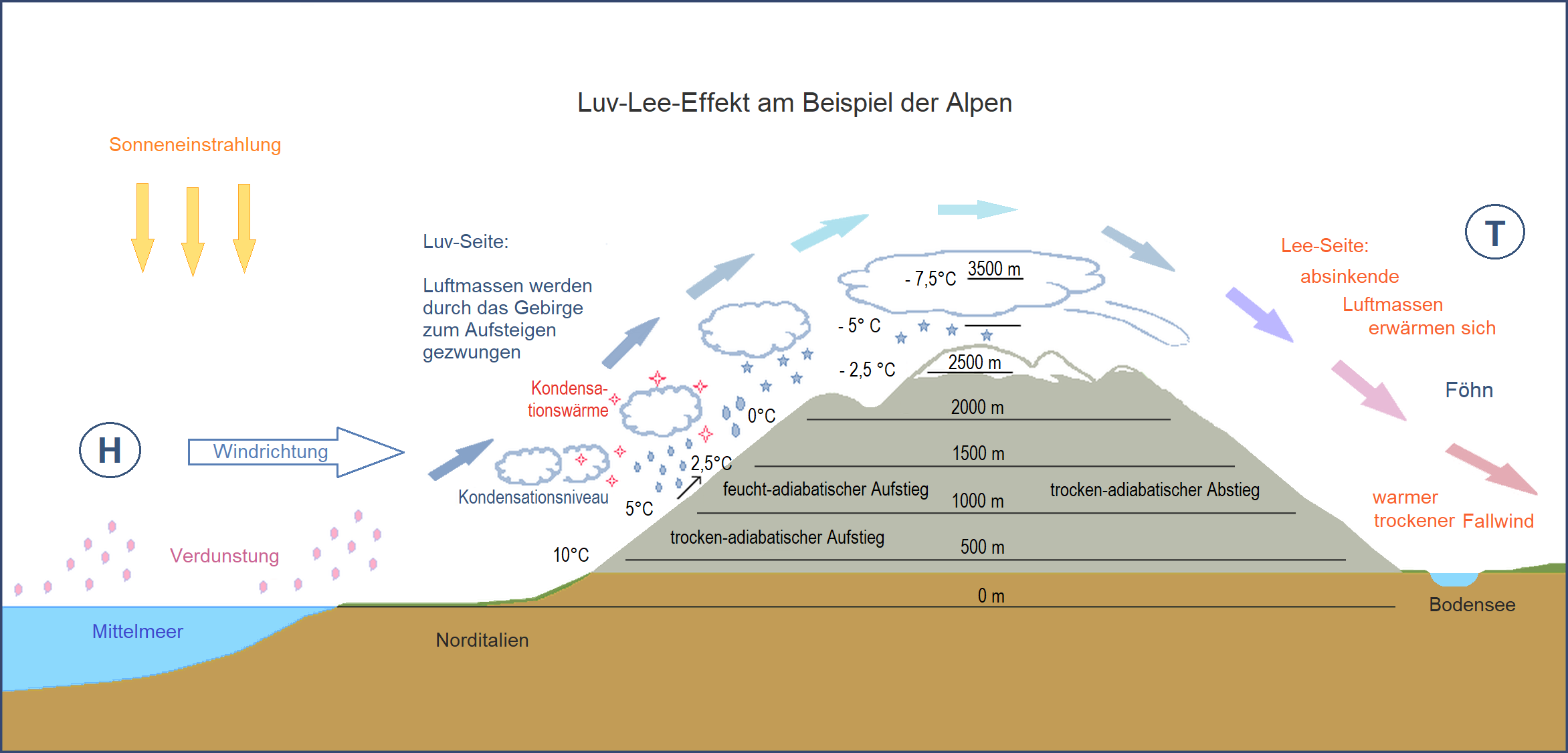
Schematisches, stark überhöhtes Profil vom Mittelmeer über die Alpen nach Süddeutschland: Luv-Lee-Effekt mit Steigungsregen auf der Luv-Seite und Föhnwind auf der Lee-Seite. Welche Temperaturen sich auf der Lee-Seite unten ergeben ist u. a. von der Höhe des Gebirges abhängig.

Ein Föhn entsteht nach der thermodynamischen Föhntheorie wie alle Winde durch die Wirkung einer Druckgradientkraft mit tieferem Druck auf der Lee-Seite eines Gebirges. Beim Aufsteigen der relativ feuchten Luft an der Luv-Seite des Gebirges kühlt sich diese zunächst so lange trockenadiabatisch mit 1,0 °C pro 100 m Höhenanstieg ab, bis die relative Luftfeuchte 100 % beträgt. Dies liegt daran, dass die Wasserdampfkapazität der Luft mit der sinkenden Temperatur sinkt, sodass sie beim Erreichen des Taupunktes mit Dampf gesättigt ist und Wassertröpfchen bildet. Steigt die Luft weiter, so kühlt sie sich nur noch feuchtadiabatisch mit etwa 0,6 °C/100 m ab. Dabei bleibt die relative Luftfeuchte mit 100 % konstant: Die Luft kann ihren (unsichtbar) enthaltenen Wasserdampf nicht mehr behalten, und es kommt zu laufender Kondensation und Wolkenbildung dabei wird die spezifische Kondensationsenthalpie von 2257 kJ/kg des Wasserdampfes der Luft zugeführt. Die Kondensation dauert an, bis die Luft am Bergkamm angekommen ist, und führt fast immer zum sogenannten Steigungsregen, der in großen Höhen auch in Schneefall übergehen kann, dabei wird noch zusätzlich die Kristallisationsenthalpie (333,5 kJ/kg) abgegeben. Beide Energieformen sind im Allgemeinen „gespeicherte Sonnenenergie“.
Vom Kamm aus beginnt die abgekühlte Luft auf der anderen Seite des Berges hangabwärts zu sinken. Der Föhn entsteht also – trotz einer stabilen Atmosphärenschichtung – nach der thermodynamischen Föhntheorie zuerst als katabatischer Wind. Die Ursachen für das Absinken liegen sowohl in der niedrigen Temperatur als auch in der Hangneigung des Geländes und werden verstärkt, wenn der Wind auf der Leeseite des Gebirges durch ein Tiefdruckgebiet „angesaugt“ wird. Die absinkende Luft erwärmt sich wieder trockenadiabatisch mit durchgehend 1 °C/100 m – also viel schneller, als sie während des „Aufstiegs“ (in der feuchtadiabatischen Phase) abkühlte: Es fehlt ihr die beim Aufsteigen abgeregnete Wassermenge, behält aber die Kondensationsenthalpie, die das Wasser zuvor an die Luft abgegeben hatte. Die vorher abgeregnete Wassermenge in Verbindung mit dem raschen Wärmerwerden der Luft ist auf der Leeseite die Ursache für die relative Trockenheit und hohe Temperatur des Föhnwindes. Im Tiefland angekommen ist der Föhn deshalb kein katabatischer Wind mehr, sondern ein warmer Fallwind.

### Probleme der thermodynamischen Theorie des Föhns
Die thermodynamische Theorie als Erklärung des Föhns basiert auf dem unterschiedlichen Temperaturverhalten der Luft bei vertikalen Bewegungen und ist wegen der didaktischen Klarheit insbesondere in Lehrbüchern weit verbreitet: In vielen Lehrbüchern wurde der Kondensationseffekt als „der thermodynamische Föhneffekt“ hervorgekehrt, als ob sonst keine Gründe für die Temperaturerhöhung bei Föhn vorlägen. Dieser Effekt ist lange Zeit zu sehr betont worden, wohl auch wegen seiner didaktischen Vorzüge. Zwei Beobachtungen zeigen, dass er nicht essentiell zum Föhn gehört:
1. Es gibt auch Föhn ohne Bewölkung im Luv oder am Alpenhauptkamm.
2. Die im Luv gestaute Luft ist nicht immer an der Überströmung beteiligt, sie kann stagnieren oder sich sogar in entgegengesetzter Richtung bewegen. Dazu haben Lammerts Messungen schon 1920 Beispiele gebracht.

Dass eine absteigende Warmluft dem archimedischen Prinzip zuwiderläuft, ist aber problematisch, dynamische Kriterien fehlen dieser Theorie und weder die Beobachtungen des hydraulic jump noch die mountain waves oder die Rotoren – auf welche im Folgenden eingegangen wird – können mit der Theorie erklärt werden.

## Dynamische Föhntheorie
Obwohl die Atmosphäre aus Gasen aufgebaut ist, verhält sie sich in vielen Fällen wie eine Flüssigkeit. Daher treten viele atmosphärische Turbulenzen als Wellen auf. Atmosphärische Wellenstörungen resultieren aus der Interaktion verschiedener Kräfte, darunter Druckgradientkraft, Corioliskraft, Gravitation und Reibung. Lange war die obige thermodynamische Annahme bestimmende Theorie eines Föhnprinzips. Heute stehen allgemeine strömungsdynamische Gesetze bei Prinzipien der Entstehung von Fallwinden im Vordergrund, die zum mountain-wave-Konzept führen.

### Hydrologisch-hydraulische Analogie der Föhnströmung
Am geeignetsten, um Fallwinde in einem dreidimensionalen System zu erklären, sind hydrologische Modelle, da sie auch für Bewegungsmuster in einem stark reliefierten Gelände mit Tälern und Pässen geeignet sind. Heute wird den topografischen Gegebenheiten noch mit der auf Englisch gap flow dynamic genannten Hypothese Rechnung getragen. Hiernach ist die vertikale Einengung (am Pass) und eine laterale Kontraktion (in einer Lücke – gap) der Luftströmung für Fallwinde wie Föhn und Bora unabdingbar.
Hydraulische Begriffe wie fließendes Wasser, schießendes Wasser, mit kritischer Geschwindigkeit strömendes Wasser und die Froude-Zahl {\displaystyle F} (ähnlich der Mach-Zahl) werden heute in der Föhntheorie benutzt.
Analog der Einteilung der Gasdynamik in Strömungen mit Unter- und Überschallgeschwindigkeit ist die Hydraulik der Strömungen mit freier Oberfläche in Wasserströmung mit Unter- und solche mit Übergrundwellengeschwindigkeit eingeteilt. Wasser, das mit einer Geschwindigkeit strömt, die kleiner ist als die Grundwellengeschwindigkeit, heißt in der Hydraulik fließendes Wasser, Wasser mit einer Strömungsgeschwindigkeit größer als die Grundwellengeschwindigkeit heißt schießendes Wasser. Strömt Wasser genau mit Grundwellengeschwindigkeit, so nennt man es „mit kritischer Geschwindigkeit strömendes Wasser“. Die Froudsche Zahl {\displaystyle F} drückt letztlich das Verhältnis zwischen kinetischer Energie (abhängig von der Windgeschwindigkeit) und potenzieller Energie (Stabilität, Gebirgshöhe) aus.
- {\displaystyle F=1} entspricht kritisch strömendem Wasser. Wenn die Zahl gleich oder etwas größer als eins ist, dann ist die Wahrscheinlichkeit von mountain waves groß.
- {\displaystyle F<1} entspricht fließendem Wasser. Ist die Zahl kleiner als eins, ist die Strömung ungenügend, um über das Hindernis zu kommen, die Zirkulation ist blockiert.
- {\displaystyle F>1} entspricht schießendem Wasser. Ist die Zahl viel größer als eins, dann strömt die Luft ohne größere Oszillationen über das Hindernis.

Das Problem bei der Erklärung ist, das verschiedenartige Verhalten bei Modellversuchen von fließendem und schießendem Wasser beim Überströmen eines Bodenhindernisses analog beim Föhn anzuwenden. Wenn Wasser über ein Hindernis strömt, so wirken im Wesentlichen zwei Kräfte: die Schwerkraft und die Trägheitskraft. Man kann nun zwischen zwei Regimen unterscheiden:
1. Beim superkritischen Fließen ist die Trägheitskraft dominierend. Kinetische Energie wird am Hindernis in potenzielle Energie umgewandelt (das heißt, Wasser strömt langsamer, hat aber am Gipfel potenzielle Energie, die es befähigt, hinunterzustürzen und schneller zu fließen, also nach dem Hindernis mehr kinetische Energie zu haben).
2. Beim subkritischen Fließen dominiert die Schwerkraft. Über dem Hindernis fließt das Wasser schneller, potenzielle Energie wird in kinetische Energie umgewandelt, die Wasserschicht wird dünner. Nach dem Hindernis wird die kinetische Energie zurück in potenzielle Energie verwandelt.

Wenn über dem Hindernis eine genügend starke Beschleunigung erreicht wird und eine genügend große Abnahme der Dicke der Wasserschicht erfolgt (bei großen Hindernissen möglich), kann ein Übergang von subkritischem zu superkritischem Fließen geschehen. Da nun das Wasser am Lee-Hang superkritisch ist, beschleunigt es sich und stürzt den Hang hinunter. Weil auf der ganzen Strecke über dem Hindernis potenzielle Energie in kinetische verwandelt wird, werden starke Fallwinde im Lee produziert. Die Flüssigkeit passt sich auf der Leeseite durch einen hydraulischen Sprung (engl. hydraulic jump) wieder der Umgebung an und wechselt dadurch wieder zu subkritischem Fließen. Hier besteht eine Analogie zur Gasdynamik: Wie dort der Übergang einer Strömung mit Unterschallgeschwindigkeit zu einer mit Überschallgeschwindigkeit stetig erfolgt, der umgekehrte dagegen meist unstetig auf dem Wege über eine riemannsche Stoßwelle, geht eine fließende Wasserströmung stetig in eine schießende über, eine schießende in eine fließende dagegen meist unstetig auf dem Wege über einen Wassersprung. Damit ist die durch Turbulenzen beim Wassersprung erzeugte Wärme für den hydraulischen Prozess verloren, beim gasdynamischen Prozess bleibt diese aber als innere Energie erhalten, der Luftsprung entspricht damit nicht gänzlich dem Wassersprung. Dass beim Föhn eine Luftströmung mit überkritischer Geschwindigkeit existiert (schießend strömende Luft), wird durch die außergewöhnliche Turbulenz der Rotoren beim Emporschießen bodennaher Luft im Lee unterstrichen.

### Gap dynamic
Zu einem wesentlichen Element der Föhn-Hypothese gehört die gap dynamic. Der Grundgedanke besteht darin, dass eine orthogonale Strömung, die gegen eine Gebirgsbarriere fließt, zuerst ein zweidimensionales Problem darstellt, dass aber, wenn so genannte gaps (Täler, Pässe) vorhanden sind, die Dimensionalität des Problems verändert wird. Dies gilt insbesondere dann, wenn die Froude-Zahl der Luft an einer Gebirgsbarriere niedriger ist und diese einen Weg durch Schluchten, Täler und Pässe anstelle einer Passage über das Hindernis nimmt. Dadurch, dass viele Gebirge bestimmte Windgassen aufweisen, wird diese Idee bestärkt. Beispiele sind die „Stampede Gap“ in der Kaskadenkette in Washington (Cascade Windstorm), die Trockentäler des Himalaya, das Wipptal am Brenner zwischen Inn und Etsch (Föhn), der Vratnik-Pass über Senj im Velebit (Bora) oder der Einschnitt der Bucht von Kotor in Montenegro als Korridor der Risaner Bora.
Folgendes Bild für den Mechanismus des Föhns ergibt sich heute: Im Ausgangszustand lagert über einem Gebirgsrelief und seiner weiteren Umgebung eine ausgedehnte, nahezu horizontale Temperaturinversion, in den Gebirgstälern und vielleicht auch im Vorland eine stagnierende kalte Luftschicht. Ein heranziehendes Tief beginnt die Kaltluft durch den Kanal zwischen Erdoberfläche und der über dem Gebirge gelegenen Inversionsgrenzschicht abzusaugen. Die Strömungsgeschwindigkeit in diesem Kanal nimmt ständig zu. Bei genügend starker Absaugwirkung des Tiefs wird irgendwann längs einer zunächst schmalen Teilstrecke des Gebirgszuges die Strömung kritisch, und zwar vorzugsweise auf einem Pass, weil dort wegen der Düsenwirkung die Strömungsgeschwindigkeit besonders gesteigert wird. Längs dieser Strecke ist damit die maximale Förderleistung des Kanals erreicht. Die Inversion wird im Lee dieser Teilstrecke herabgezogen und schreitet in Richtung der Grundströmung weiter fort, während darunter die Strömung überkritisch wird. Der Föhn hat am Pass begonnen und setzt sich in das Tal hinein fort, wobei er auch die Kaltluft am Boden des Kanals mit einbezieht. Während dieses Vorgangs kann die Luft zu beiden Seiten der Gebirgsteilstrecke noch ungehindert nachströmen, da dort die kritische Geschwindigkeit noch nicht erreicht ist. Das ansaugende Tief fordert aber weiteren Luftnachschub, so dass auch seitlich der Strecke die Strömungsgeschwindigkeiten weiterhin zunehmen müssen, bis nach und nach längs des ganzen Gebirgsrückens überall die kritischen Werte überschritten sind. Am gesamten Gebirgszug hat damit der Föhn eingesetzt.
Verschiedene Missdeutungen bei der Temperaturerhöhung gerade des Südföhns verlangen eine genaue Analyse. Grundsätzlich hängt die adiabatische Erwärmung der Luft davon ab, dass die Atmosphäre zwischen der Talstation und dem Gebirgsgrat stabil stratifiziert ist. Vor allem an Sommertagen mit einer tiefen und gut durchmischten Grenzschicht und superadiabatischen Gradienten in der Nähe des Bodens ist der Föhn kühler als die Luft, die er verdrängt. Daher wird die grundsätzliche Erwärmung und Trocknung der Föhnluft aufgrund des Abstiegs auf der Lee-Seite eines Gebirges mit der Tatsache verwechselt, dass Föhnluft wärmer und trockener als die Luftmasse ist, die dieser auswechselt. Dies belegen Statistiken, die bei Südföhn in Innsbruck einen deutlichen erhöhten Trend der Temperaturmaxima in den Sommermonaten belegen. Für die Alpensüdseite ist der Effekt von Nordföhn aber durch die Kaltluftadvektion überschattet. Dagegen ist die Südströmung bei Südföhnlagen für den Bereich der Ostalpen im Raum von Tirol mit der Wirkung des Föhns als Südwind immer durch eine entsprechende Erhöhung der Temperaturmaxima charakterisiert.

## Folgeerscheinungen

### Föhnmauer, Föhnfenster und Föhnsturm
Typisch für die Föhnlage ist eine markante Wolkenwand – die Föhnmauer – vor fast blauem Himmel, dem Föhnfenster. Die Föhnmauer steht als Wolkenwand über dem Kamm, an dem der Fallwind dann herunterströmt. Das Föhnfenster ist die durch Trocknung ausgeblasene Schönwetterzone.
Bei hohen Windgeschwindigkeiten des Föhnwindes spricht man vom Föhnsturm. Dabei kann die Föhnmauer auf die Leeseite hereinbrechen und dort zu Niederschlägen führen.
Am Ende der Föhnwirkung steht eine zweite Föhnmauer an der Kaltfront des auslösenden Tiefdruckgebietes. Ihr Vorrücken wird durch den Gegenwind des Föhns aufgehalten. Bricht der Föhn zusammen, rückt diese zweite Föhnmauer rasch vor und bringt das Föhnfenster zum Verschwinden.

### Stauniederschläge
Dass implizierte Stauniederschläge kein Muss bei Föhn sind, geht aus der Statistik von Fliri (1984) eindeutig hervor. Bei Südföhn ist nur ca. 70 % Niederschlagswahrscheinlichkeit am östlichen Alpensüdrand, 80 % im westlichen Teil mit Maxima von 90 % im Tessin, wo die Niederschlagsintensitäten auch größer sind. Dass der Fall aber nicht ganz einfach ist und ein thermodynamischer Effekt mit Aufsteigen von Bodenluft aus dem Po-Becken unter Umständen eine Rolle spielt, wenn auch lokal beschränkt, konnte in einem partiellen Widerspruch zu bisherigen Ergebnissen gezeigt werden. Für Teile der Westalpen kann daher die feuchtadiabatische Komponente eine Rolle spielen. Während des ALPEX-Programms wurde die Existenz eines Kaltluft-Pools an der Alpensüdseite bestätigt. Damit setzte sich die nicht ganz neue Theorie von Hann (1866) gegenüber der von Ficker und De Rudder (1943) durch. Hier ist die Luft der unteren Schichten im Pool gefangen und tritt nicht über den Alpenhauptkamm. Diese Luft wird daher auch Totluft genannt.

### Leewellen und Föhnlinsen

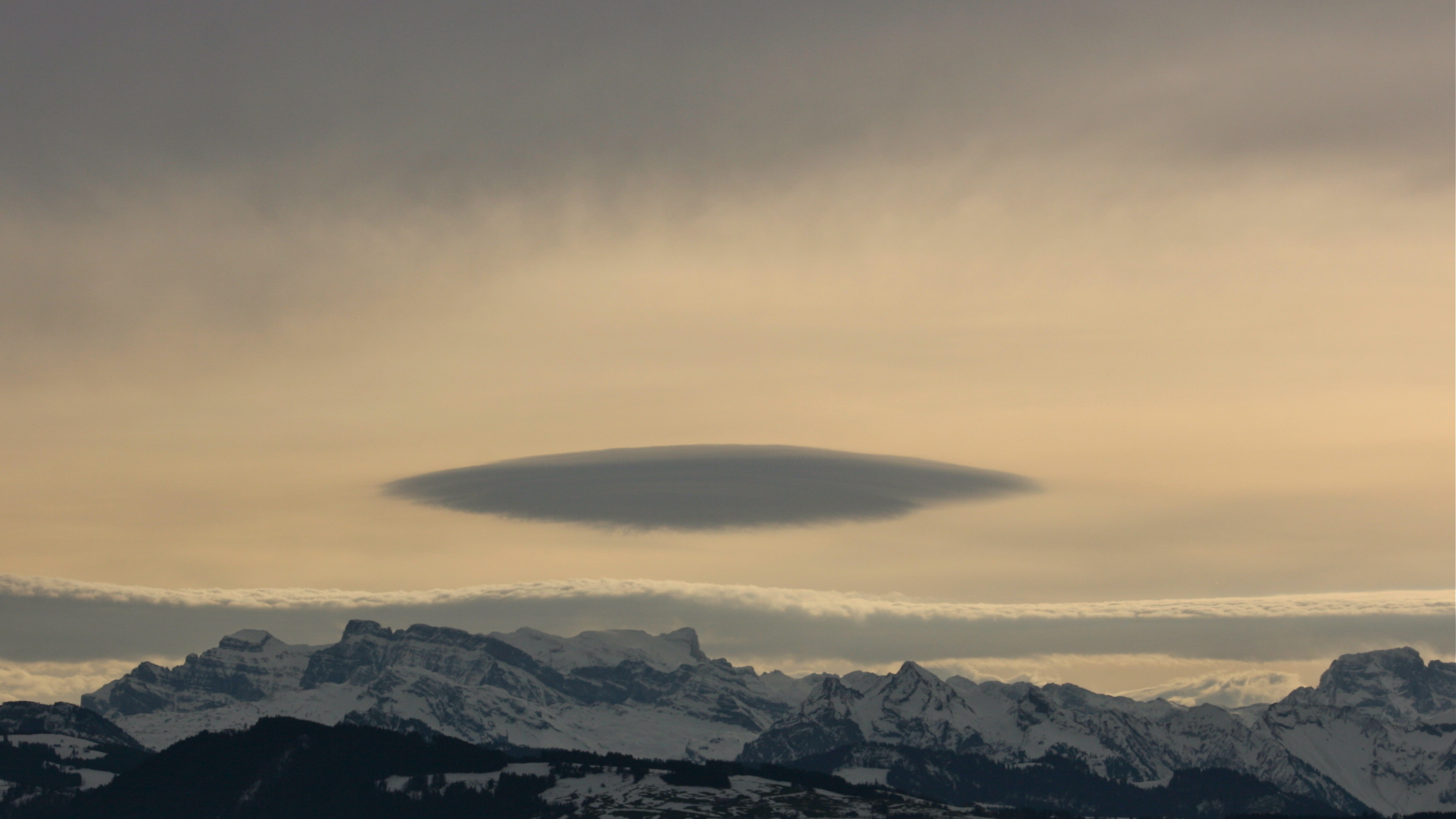
Stationäre Föhnlinse über dem Glärnisch-Massiv (Schweizer Alpen)

Auf der Leeseite des Gebirges gerät die strömende Luft in Schwingungen. Diese Leewellen werden bei ausreichender Luftfeuchtigkeit durch die Bildung von charakteristischen Wolken, den Föhnlinsen (Altocumulus lenticularis, kurz Ac lent), sichtbar. In den Leewellen können Segelflugzeuge auf über 10.000 m steigen.
So gleichen die atmosphärischen Wellenstörungen, die durch orografische Hindernisse gebildet werden, den Schwerewellen der Wasseroberfläche. Während sich nun eine Meereswelle weiterbewegt und das Wasser stillsteht, ist es mit mountain waves genau umgekehrt: Während die Welle im Wesentlichen stationär bleibt, bewegt sich die Luft durch sie hindurch. Mountain waves können überall dort auftreten, wo eine starke Strömung in einer stabilen Atmosphäre auf eine Barriere trifft.
Praktisch genutzt werden die Wellen im Segelflug. Im Aufwindbereich können große Höhen ohne Motorkraft erreicht werden. Die damit einhergehende Turbulenz stellt jedoch für Luftfahrzeuge wie z. B. Gleitschirme und Drachen, eine ernstzunehmende Gefahr dar.

### Föhneffekte an Geländestufen, Mittelgebirgen
Weniger bekannt, in der Praxis aber recht verbreitet, sind schwächere Föhneffekte im Lee von niedrigeren Geländestufen und Mittelgebirgszügen. Typischerweise treten solche Effekte bei starker Warmluftadvektion in den Wintermonaten auf. Die warme Luftmasse kann sich mangels Sonneneinstrahlung und aufgrund von Nebel/Hochnebelbildung nicht bis in die tiefen Lagen durchsetzen, es kommt zur Ausbildung einer starken, aber nur wenige hundert Meter flachen Temperaturinversion. Ist die großräumige Luftströmung von einer Hochfläche oder einem Mittelgebirgszug in Richtung Tiefebene gerichtet, so wandert die bodennahe Kaltluftschicht in Richtung Tiefland ab und wird durch die wärmere und trockenere Luft aus höheren Luftschichten ersetzt. Hier kommt es zur Auflösung tiefer Wolkenschichten bei deutlich verbesserter Sicht und höheren Temperaturen. Diese Effekte treten großräumiger auf, sind nicht auf einzelne Täler begrenzt und können sich noch relativ weit von der Geländeschwelle entfernt bemerkbar machen. Die Windgeschwindigkeit nimmt dabei nur unwesentlich zu.
Typische Regionen mit Föhneffekten sind:
- der West-Nordwest-Föhn am Alpenrand im Wiener Becken über den Wienerwald[8]

in Deutschland
- der südliche Oberrheingraben (Freiburg) bei südlichen bis südwestlichen Winden über burgundische Pforte
- der sogenannte Albföhn der Schwäbischen Alb bei Südostwinden, der das Segelfliegen am Albtrauf ermöglicht[9]
- das Eifelvorland bei südlichen Winden
- der Niederrhein bei Südostwinden, Föhneffekte vom Sauerland
- Erzgebirgsvorland bei Südwinden
- Nördliches Harzvorland (Thale, Wernigerode) bei Südwinden
- Östliches Wiehengebirge bei Südwind[10]

### Optischer Vergrößerungseffekt

Strahlenweg des Lichts bei Föhn durch Gradient des Brechungsindex. Durch die Lichtbrechung erscheint ein entferntes Objekt (z. B. ein Berg) bei Föhn höher.

Ein Föhn bewirkt, dass wenige Partikel in der Luft sind und diese reinere Luft dann eine verbesserte Fernsicht auf die Berge bietet. Die Atmosphäre wirkt zudem wie ein Vergrößerungsglas, da die Dichte der Luft mit zunehmender Höhe abnimmt und somit auch der Brechungsindex verringert wird. Das führt zu einer Ablenkung des Lichtes, sodass Objekte größer oder näher erscheinen. Dieser Effekt wird beim Föhn durch die nach oben zunehmende Temperatur, die zu einer weiteren Abnahme der Dichte führt, noch einmal verstärkt.

## Bilder von Föhnwetterlagen

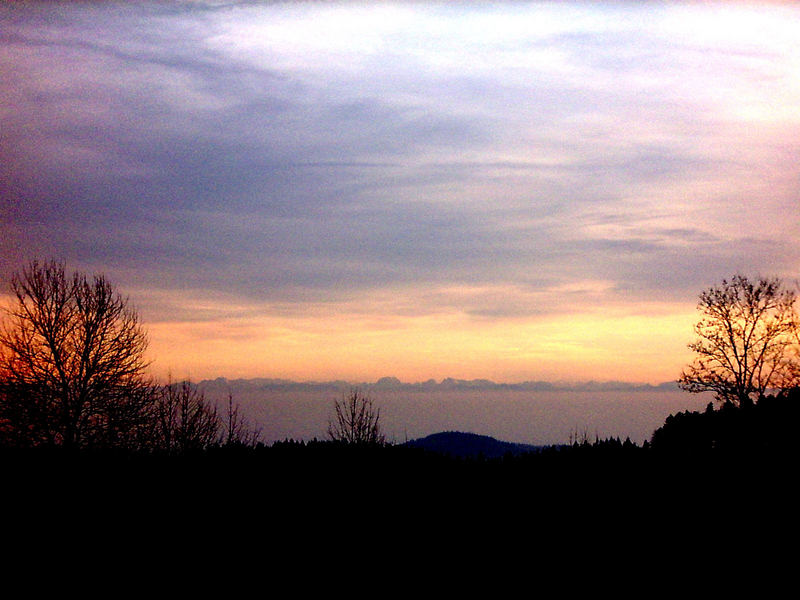
Föhn bis zum Donautal bei Regensburg
Föhnwind über dem Bodensee bei Nonnenhorn – Blick Richtung Bregenzer Bucht
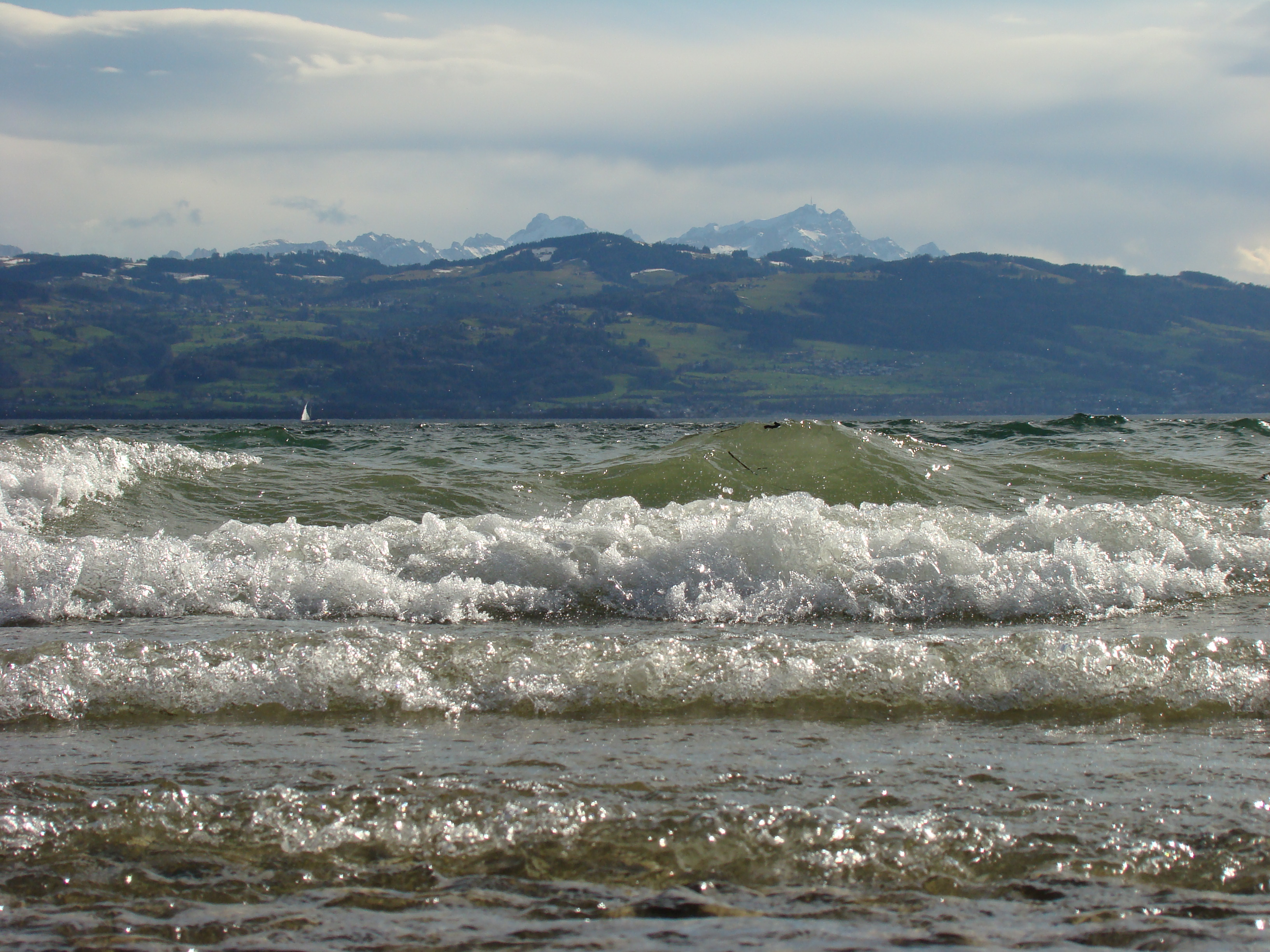
Föhnwind über dem Bodensee bei Nonnenhorn – Blick auf den Säntis
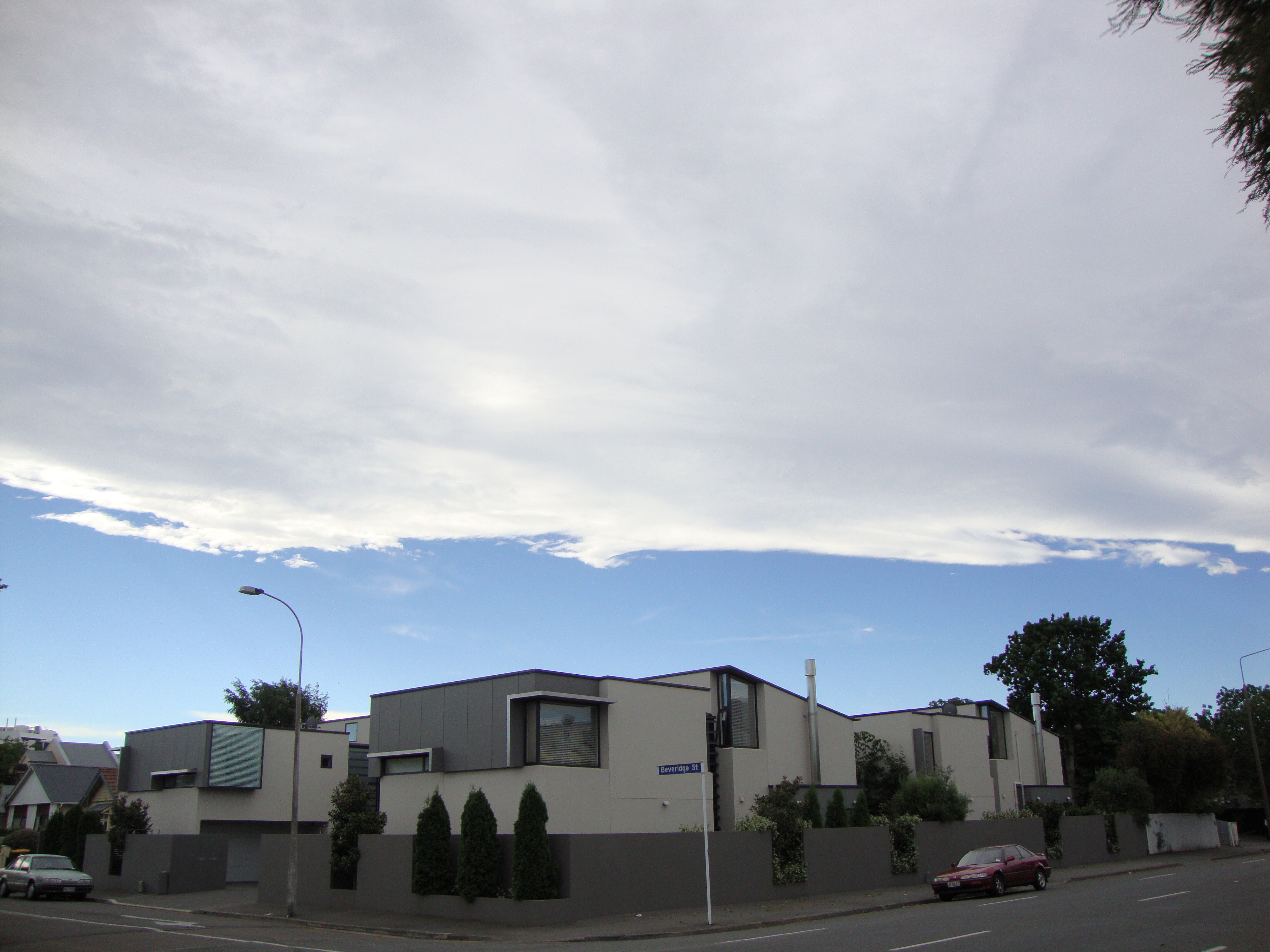
Die Nor'west arch (von englisch arch = „Bogen“), Christchurch, Neuseeland